# Baluwarti
Baluwarti is een bestuurslaag in het regentschap Surakarta van de provincie Midden-Java, Indonesië. Baluwarti telt 5237 inwoners (volkstelling 2010).